# Publikation
En publikation er et offentliggjort dokument. En bog er f.eks. en publikation, mens et brev ikke er en publikation. Rapporter betragtes ofte som semi-publikationer. 
I Danmark er der pligtaflevering for udgivne værker.